# Panolis flammea
Panolis flammea là một loài bướm đêm trong họ Noctuidae.

## Hình ảnh

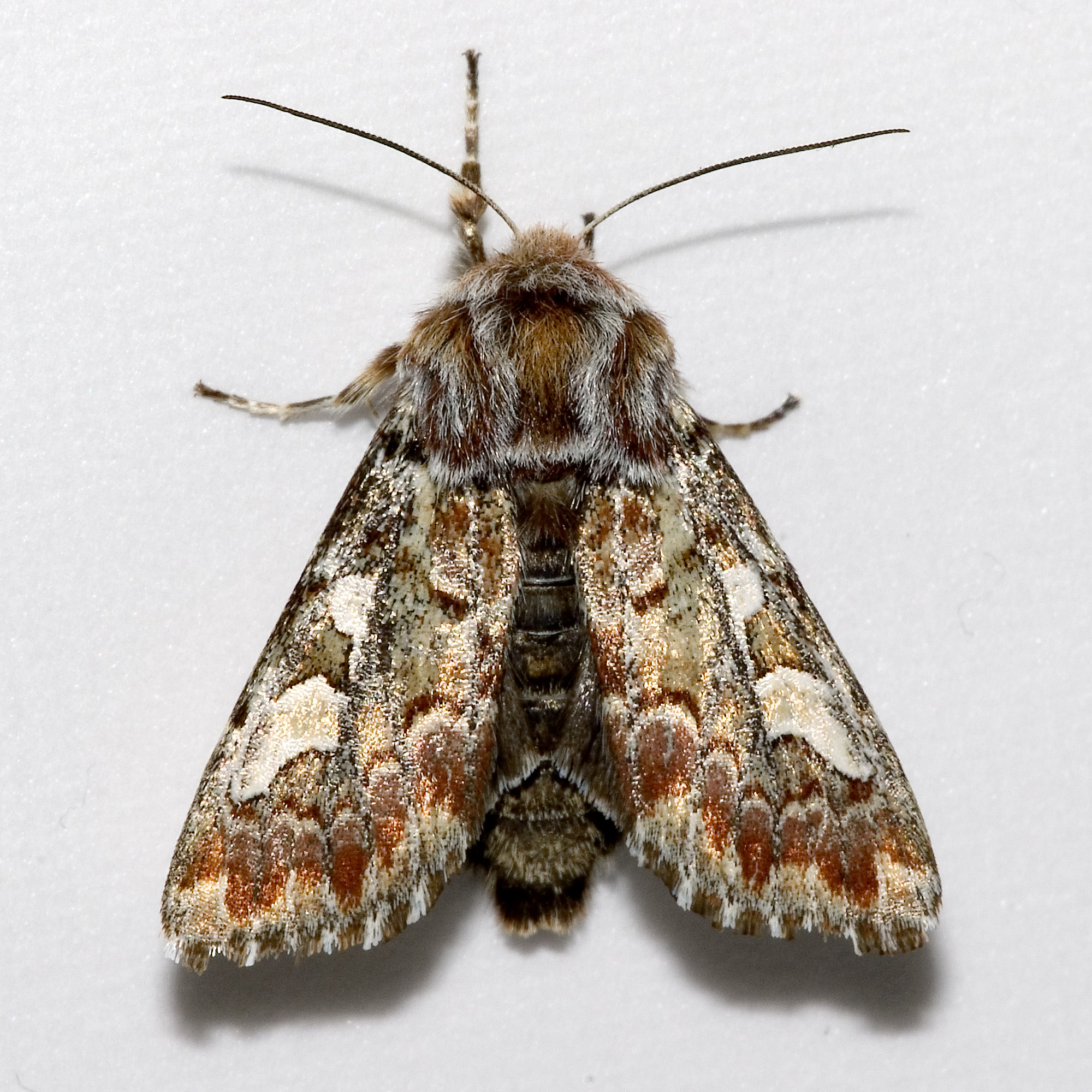
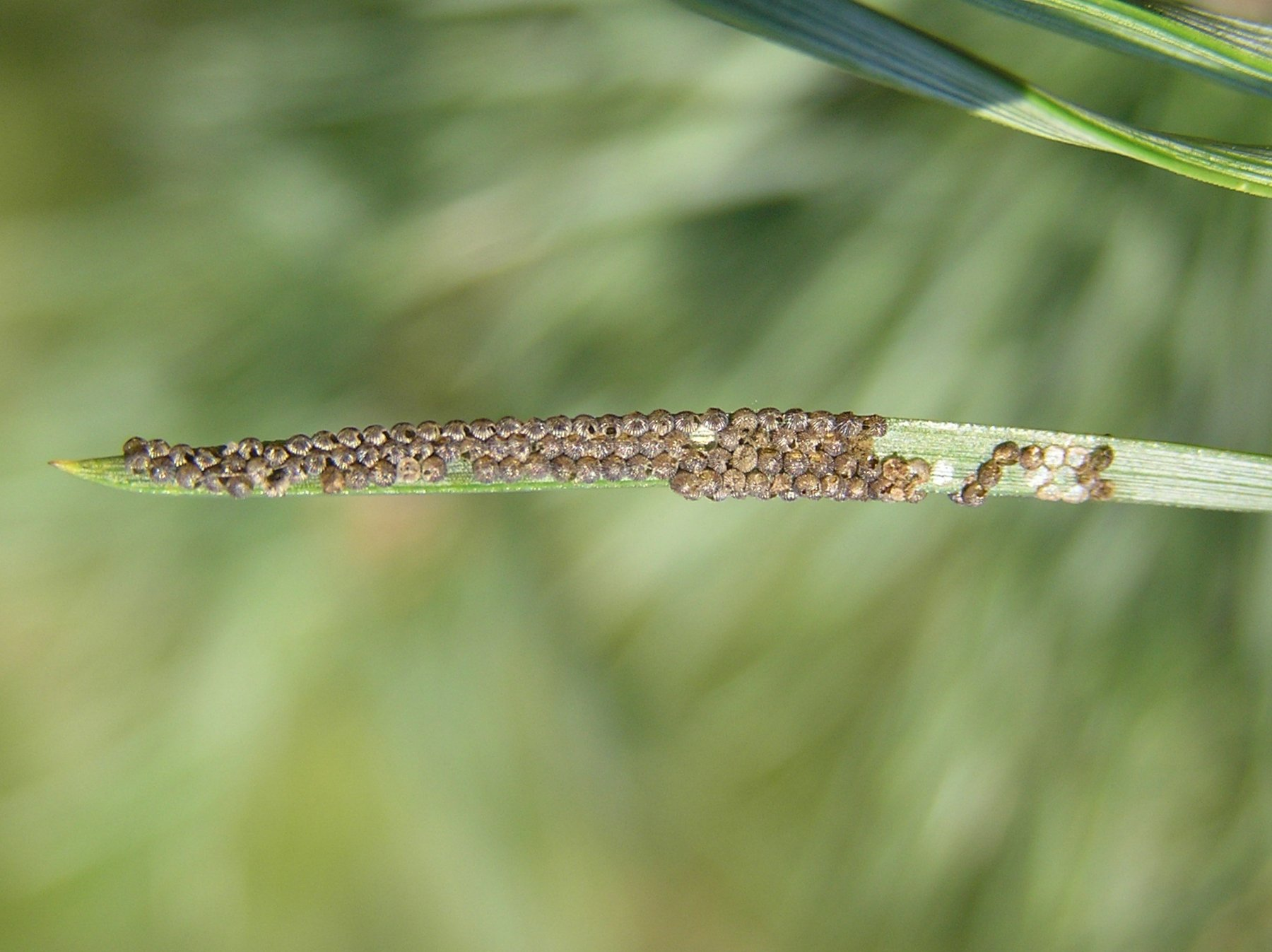
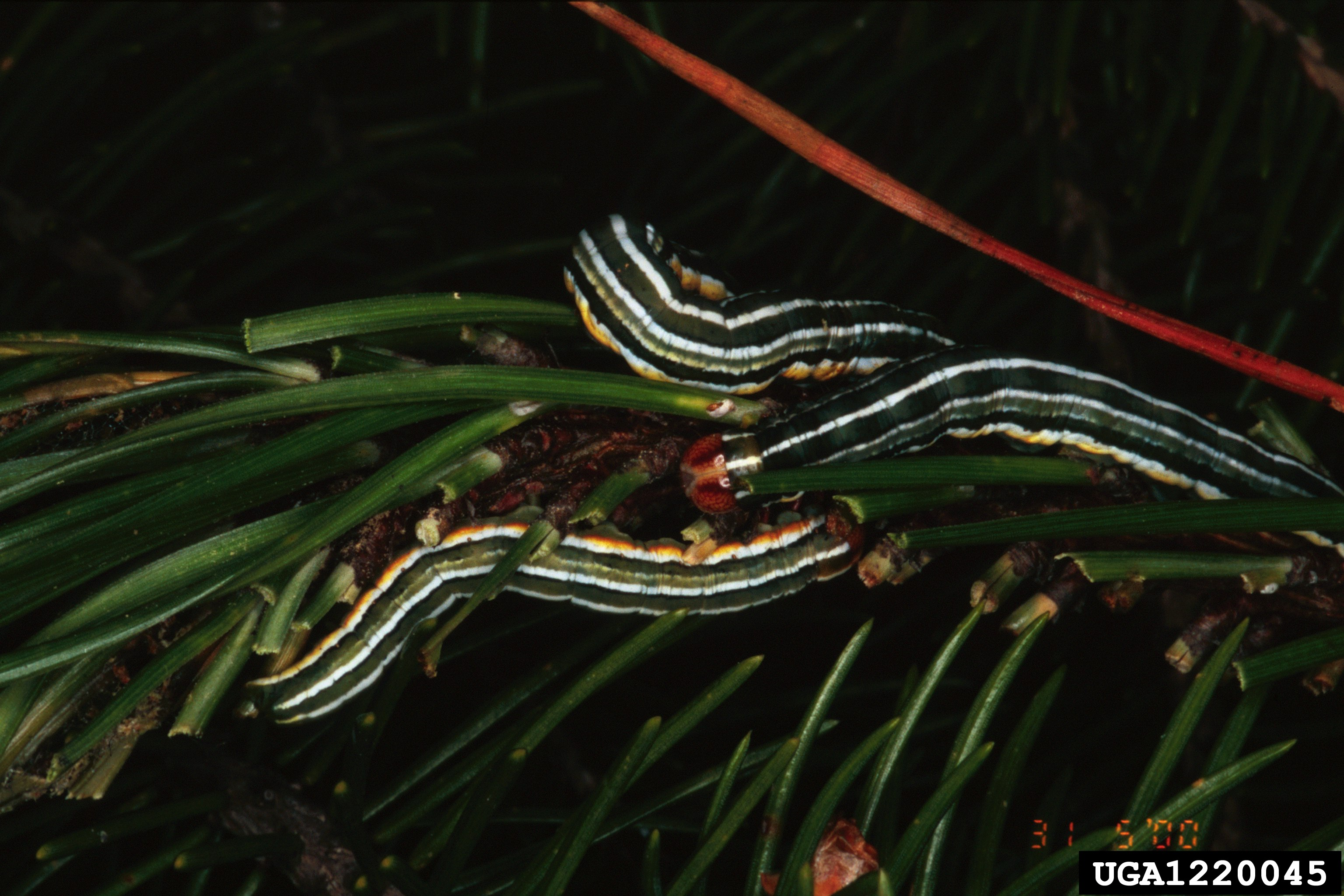
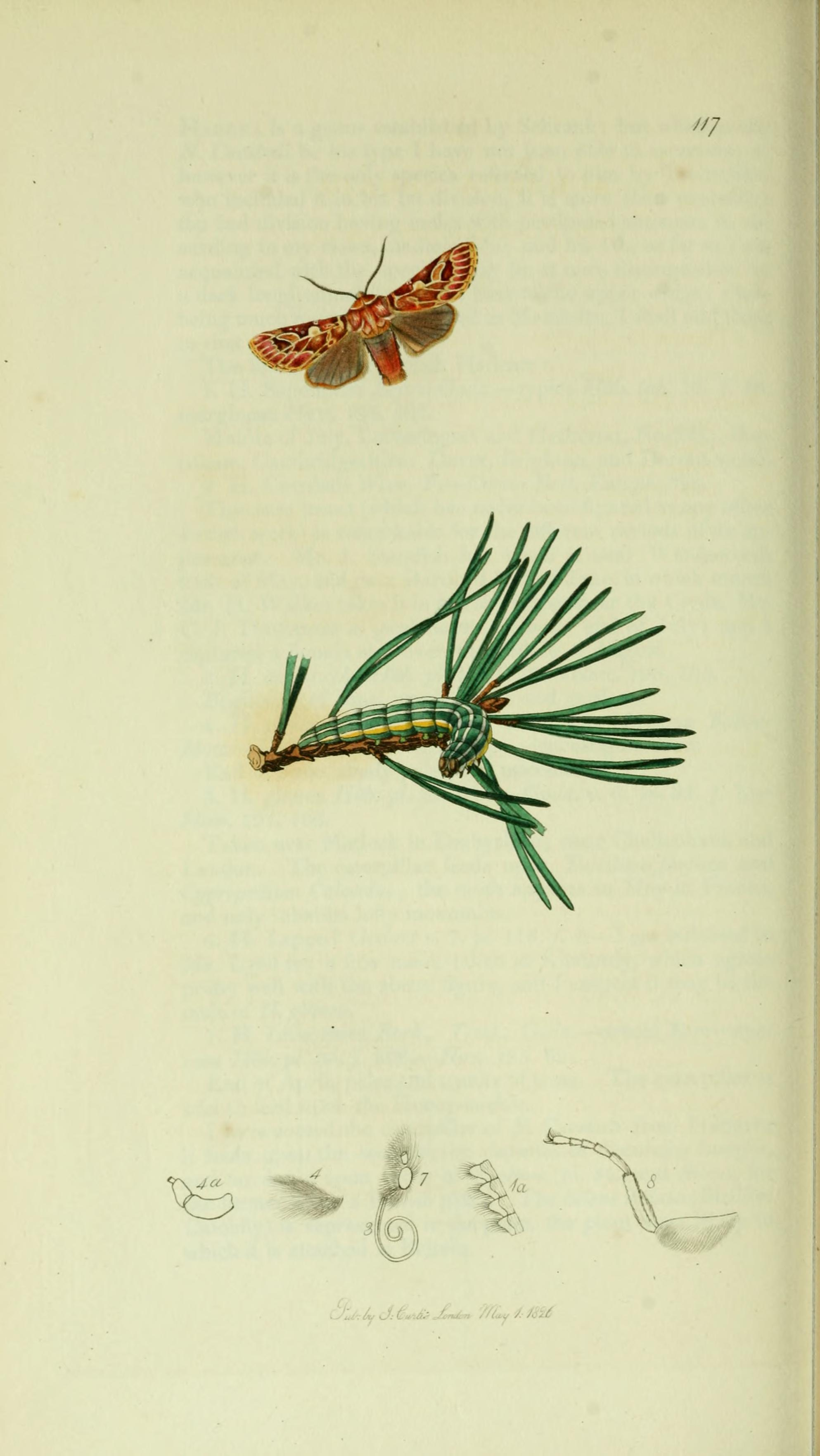